# ニュース・シグナル
ニュース・シグナル（NEWS SIGNAL）は、サンテレビジョンで2007年4月2日から放送されていた報道番組。1985年10月から21年半にわたって放送された『ニュースEyeランド』の後継番組で、放送時間は平日の17:30 - 18:00（JST）。

## 概要
2000年3月までの『ニュースEyeランド』（同年4月から放送枠をゴールデンタイムへ移動）以来7年振りに、サンテレビが本格的に編成した平日夕方のニュースワイド番組。近畿広域圏のテレビ各局がニュース・情報番組でしのぎを削る平日夕方において、「地域に密着した番組」という特色を前面に差別化を図っている。また、ニュースの取材・解説などで神戸新聞社の協力を受けていることから、提供クレジットが出る前には『ニュースEyeランド』と同じく「協力 神戸新聞」のクレジットを表示する。
番組放送開始から2009年3月までは17:00～17:45の45分枠で放送。神戸と縁の深いコメンテーターやストレートニュース担当のアナウンサー（ニュースアナウンサー）が、日替わりで出演していた。しかし2009年の4月改編で、17:30～18:00の30分枠（後続のプロ野球中継『サンテレビボックス席』の放送開始時刻が17:55の場合には、放送時間を17:30 - 17:55に変更）に移動・縮小。これを機にコメンテーターが全員降板した。なおプロ野球中継（『サンテレビボックス席』）の放送開始時刻を17:55に設定している場合には放送枠を5分短縮する。
当番組ではサンテレビのニュース番組で使用しているL2スタジオがハイビジョン（HD）放送に対応できるようになった2008年度からHD制作へ移行。一部のコーナーではIP中継・HD放送に対応したカメラによる生中継を実施している。2010年4月以降は、各支局・総局による取材でもHD放送対応の映像（素材）を用いている。また、2009年4月頃から、スタジオにプロンプターが設置されたが3台のリモコンカメラのうち1台のレンズ下部にモニターを置いただけの簡易型でカメラ位置の関係から『SUN-TVニュース』と『日曜夕刊』だけでしか使用されていない。 リモコンカメラの他に突っ張りポールで固定された小型カメラが1台あり、当番組のオープニングとエンディングの引き画で使用された。
メインキャスターは、『サンテレビボックス席』での実況などで知られる谷口英明（同局アナウンサー）。2011年3月までは、全曜日を担当していた。同年4月からは、谷口の出演日が月～水曜日に変わるとともに、後輩アナウンサーの小浜英博が木・金曜日のメインキャスターを務める。
サブキャスターは田井麗花（契約キャスター、月～水曜日）と影谷かおり（同局アナウンサー、木・金曜日）。いずれもスタジオに出演しない日に、中継リポーターを務めることがある。また前田勝久（気象予報士の契約アナウンサー）が全曜日の天気予報を担当。当番組の放送直後に阪神甲子園球場で阪神タイガースのナイトゲームが開催される日には「野球観戦が1.7倍楽しくなる天気予報」と称して、同球場近辺のピンポイント予報を詳しく紹介している。
当番組では月曜日に「Monday Hit」（エンタメ情報）、火曜日に震災・防災関連の特集、水・木曜日にその他の特集（神戸と縁の深い著名人へのインタビュー企画など）を編成。サンテレビの県内支局・総局在籍カメラマンがリポートする「しぐなる街道」と「情報シグナル」を毎週金曜日に、「検証シグナル」を毎月最終金曜日にそれぞれ放送している。またタイガースファンから絶大な支持を受ける同局ならではの情報コーナー「トラの巻」や、神戸新聞社の記者・編集委員が同紙の紙面から話題を解説するコーナー（同紙編集局の常設カメラ・直通回線経由で生中継）も存在する。
谷口の持ち味・得意分野を前面に出した「トラの巻」では、映像素材がなくても『サンテレビボックス席』で実況・ベンチリポートを担当する同局のスポーツアナウンサーなどの独自取材でタイガース情報を伝えられることがよく分かるコーナー。真弓明信が一軍監督として同球団へ復帰することが報じられた当日に、（たまたま同局のオフシーズン番組『熱血!タイガース党』への生出演を控えていた）真弓を当番組のスタジオに迎えるなど、他の在阪局や在京局の追随を許さない芸当を見せることもある。2011年4月からは、スポーツ担当ではない榎木麻衣（サンテレビアナウンサー、2010年中途採用）が、月曜日放送の「月曜トラの巻」を担当している。
2010年4月の改編以降は「しぐなる街道」で、各支局・総局内の常設カメラを通じて担当カメラマンが出演。神戸新聞社からの中継については全曜日の放送を週2回（火・金曜）に減らす一方で、資料映像を挿入するようになった。またタイトルCG・音楽を一新するとともに、Twitter連動の企画「つぶやきシグナル」を開始。字幕スーパーのフォーマットを変更するとともに、ニュース項目の字幕に連動する形でキャッチ音を付けるようになった。さらに番組後半では「SIGNAL TODAY」というフラッシュニュース（CGによる項目のみで映像素材なし）のコーナーが設けられている。
2010年7月5日からNHKや民放各社は地上デジタル放送への完全移行（2011年7月24日）を前提に地上アナログ放送においての番組の多くがレターボックス放送に移行したが、当番組では同日以降もアナログ放送ではサイドカット（画角サイズ4:3）で放送された。しかし、7月26日以降はアナログ放送においてもレターボックス放送に移行し、16:9での画角で制作されるようになった(スーパーは一部を除き4:3エリアに納められている)。
2012年1月17日には、阪神・淡路大震災の発生17周年に当たることから、特別編成によって放送時間を17:30～20:00に拡大した。しかし、同年3月30日（金曜日）を最後に、5年間にわたる放送を終了。同年4月2日から2018年3月30日（金曜日）までは、平日ワイドニュースの放送枠を再びゴールデンタイム（月～金曜21:30～21:55）に移したうえで、後継番組として『NEWS PORT』を放送していた。この期間には、当番組の放送枠の後半（17:50 - 18:00）に、ストレートニュースの『SUN-TVニュース』を編成している。

### 番組フォーマット
- ヘッドライン（1項目）～オープニングタイトル
- ストレートニュース
- 提供～CM
- 特集・企画①
- CM
- 企画②
- 神戸新聞社編集局から中継（火・金曜）
- トラの巻（月曜）、月間トラの巻（最終木曜）
- SIGNAL TODAY
- 前田さんのお天気
- 明日の予定～エンディング
- CM
- 提供～エンドタイトル

## 出演者

### 放送終了時点
☆：後継番組『NEWS PORT』でも続投

#### メインキャスター
- 谷口英明（月～水曜日、開始当初から2011年3月までは木・金曜日にも出演）
- 小浜英博☆（木・金曜日、2011年4月～）

##### 代理
2007年9月3日～7日、谷口アナ夏休みのため
- 木内亮 … 3日～5日
- 湯浅明彦 … 6日・7日

2008年9月1日～5日、谷口アナ夏休みのため
- 湯浅明彦 … 1日～3日
- 小浜英博 … 4日・5日

2009年9月14日～18日、谷口アナ夏休みのため
- 小浜英博 … 14日～16日
- 木内亮 … 17日・18日

2010年3月15日～19日
- 小浜英博 … 15日～17日
- 木内亮 … 18日・19日

#### サブキャスター兼中継リポーター
- 田井麗花（月~水曜日）2012年1月~
- 影谷かおり☆（木・金曜日）

#### 気象キャスター
- 前田勝久☆（気象予報士、契約アナウンサー、開始当初から全曜日に出演）

#### スポーツキャスター
- 榎木麻衣☆（2011年4月～、「月曜トラの巻」担当）

過去は、小浜・湯浅・木内がローテーションで担当していた。

### 過去

#### サブキャスター兼中継リポーター
- 東真由美（契約アナ）

#### コメンテーター
放送枠を縮小するまで日替わりで出演
- 今井一（ジャーナリスト、月曜日）
- 田辺眞人（園田女子大学教授・宝塚市教育委員長、火曜日）
- 春野恵子（浪曲師、水曜日）
- 佐竹隆幸（兵庫県立大学教授、木曜日）
- 南部真知子（神戸クルーザー社長、金曜日）
- 田中まこ（神戸フィルムオフィス代表、金曜日）※南部の代役として出演

#### 「ちょい旅!」旅人
放送枠を縮小するまで存在したコーナーで、いずれもリポーターとしてVTR出演。
- 森脇健児
- 笑福亭銀瓶
- 田中さなえ

#### ニュースアナウンサー
放送枠を縮小するまで担当
- 湯浅明彦
- 木内亮
- 小浜英博
- 影谷かおり
- 岸本茂実（契約アナ）
- 大塩朱美（契約アナ）